# Unterfrequenz
Als Unterfrequenz wird in der elektrischen Energietechnik eine Netzfrequenz bezeichnet, die geringer als die Soll-Netzfrequenz ist. Die Soll-Netzfrequenz der Drehstromnetze in Europa beträgt 50 Hz.
Eine Unterfrequenz in einem Stromnetz entsteht insbesondere bei sprunghafter Lastzunahme oder dem plötzlichen Ausfall von Kraftwerksleistung, da die Lastdifferenz aus der kinetischen Energie aller rotierenden Massen in den Generatoren gedeckt wird. Durch den Verlust der kinetischen Energie sinkt die Läuferdrehzahl der Generatoren und somit auch die Frequenz der abgegebenen Generatorspannung. Die Abweichung der tatsächlichen von der Soll-Netzfrequenz ist dabei gravierender als der gleichzeitig auftretende Spannungseinbruch.

## Maßnahmen
Im Rahmen der Regelung der Stromversorgung werden Frequenzabweichungen normalerweise ausgeglichen. Im Notfall kann auch durch gezielte Abschaltungen einzelner Großabnehmer oder regionale Abschaltungen durch den Netzschutz die Netzfrequenz stabilisiert werden, um einen größeren Stromausfall zu vermeiden.

### Deutschland
Zur Vermeidung eines Netzzusammenbruchs durch Unterfrequenz gibt es in Deutschland den 5-Stufen-Plan für den Lastabwurf. Dieser ist in den „Netz- und Systemregeln der deutschen Übertragungsnetzbetreiber“ im Kapitel 7.3.4 beschrieben.
| Stufe | Frequenz | Maßnahmen zur Kompensation, bzw. zum Schutz         |
| ----- | -------- | --------------------------------------------------- |
| 1     | 49,8 Hz  | Einsatz von Regelleistung                           |
| 2     | 49,0 Hz  | sofortiger Abwurf von 10–15 % der Netzlast          |
| 3     | 48,7 Hz  | sofortiger Abwurf von weiteren 10–15 % der Netzlast |
| 4     | 48,4 Hz  | sofortiger Abwurf von weiteren 15–20 % der Netzlast |
| 5     | 47,5 Hz  | Netztrennung der Kraftwerke                         |

Für den automatischen Lastabwurf der Stufen 2 bis 4 werden elektronische Frequenzrelais benötigt. Bei Stufe 5 müssen sich alle Kraftwerke automatisch vom Netz trennen; unmittelbare Folge ist ein kompletter Versorgungszusammenbruch. Größere kalorische Kraftwerke und Atomkraftwerke versuchen, sich durch Reduktion der Leistung im Eigenbedarf zu fangen und diesen nicht optimalen Betriebszustand für einige Stunden aufrechtzuerhalten. Gelingt dieses Auffangen und Halten im Eigenverbrauch des Kraftwerks durch die Regelung nicht, werden die betroffenen Kraftwerksblöcke abgeschaltet, was zu einer längeren Zeit für die Wiederinbetriebnahme führt.
Seit 2020 gibt es von der VDE eine neue Vorgabe, den 10 Stufen Plan. (VDE-AR-N 4142)

### Österreich
In Österreich gilt analog dazu der von der E-Control definierte „Stufenplan bei Frequenzproblemen“.
| Maßnahmen im Erzeugungsbereich     | ab 49,8 Hz bis 49,3 Hz | Alarmierung des Personals, Einsatz der noch nicht mobilisierten Kraftwerksleistung, Automatisches Einleiten von Pumpenabstellprogrammen (beispielsweise von Pumpspeicherkraftwerken). |
| Maßnahmen im Netznutzerbereich     | ab 49,0 Hz bis 48,2 Hz | Stufenweise Reduktion der Netzwirkleistung auf bis zu ca. 40 % der Leistung vor Störungseintritt.                                                                                     |
| Maßnahmen zur Kraftwerksabstellung | ab 47,5 Hz bis 45 Hz   | Abstellprogramme zur Netzabtrennung von Maschinensätzen des Kraftwerks-Eigenbedarfes.                                                                                                 |
| Ende der Netzversorgung            | unterhalb von 45 Hz    | Trennung der Kraftwerke vom Netz. |

In der Folge wird versucht, das Stromversorgungsnetz durch gezielte Schaltungen stufenförmig wieder in Betrieb zu nehmen und Teilnetze zu synchronisieren. Dabei spielen vor allem schwarzstartfähige Kraftwerke wie Laufkraftwerke, Pumpspeicherkraftwerke und Gasturbinenkraftwerke eine besondere Rolle. Diese Kraftwerke können ohne äußere elektrische Energiezufuhr starten und so die benötigte Leistung zum Starten von nicht schwarzstartfähigen Kraftwerken wie Kohlekraftwerken liefern.